# Giuseppe Marzorati
Giuseppe Marzorati (Milano, 22 novembre 1818 – Como, 25 marzo 1865) è stato un vescovo cattolico italiano.

## Biografia
Figlio di Francesco e Angela Morandi, nacque a Milano il 22 novembre 1818.
Entrato in seminario, perseguì la carriera ecclesiastica, dedicandosi, fra l'altro, alla traduzione di svariate opere religiose dal francese e dal tedesco.
Fu nominato vescovo di Como da papa Pio IX il 25 giugno 1858, dopo che, in seguito alla morte del precedente vescovo, monsignor Carlo Romanò, avvenuta nel novembre del 1855, la sede episcopale del capoluogo lariano era rimasta vacante per alcuni anni.
Nel corso del suo episcopato, ordinò sacerdoti due figure destinate a raggiungere gli onori degli altari: 
- Giovanni Battista Scalabrini, ordinato sacerdote nel 1863 beatificato da Giovanni Paolo II nel 1997, e canonizzato il 9 ottobre 2022 da Papa Francesco;
- Luigi Guanella, ordinato nel 1866, beatificato nel 1964 da Papa Paolo VI, e dichiarato santo nel 2011 da Papa Benedetto XVI.

Morì a Como il 25 marzo 1865 e il successivo 31 marzo, dopo le solenni esequie in cattedrale, fu sepolto nella basilica di Sant'Abbondio, accanto al suo predecessore.

## I rapporti col Canton Ticino
Come il suo predecessore, anche monsignor Marzorati si trovò alle prese con importanti rivolgimenti storici, e con i difficili rapporti tra la Curia comasca e le autorità del Canton Ticino.
I vari governi che, dal 1803, si succedettero alla guida del Cantone, intendevano infatti svincolare le parrocchie ticinesi dalle ingerenze degli episcopati italiani, e auspicavano la creazione di una diocesi separata per il Ticino, il che sarebbe però avvenuto solo nel 1888.
In particolare, i liberali, al governo dal 1839, avevano intrapreso una decisa campagna di laicizzazione del Cantone, in ciò sostenuti dalle autorità federali.
Nel 1856 il Gran Consiglio non aveva, peraltro, sottoscritto il concordato con la Santa Sede, dato che esso non prevedeva la separazione delle parrocchie del Canton Ticino dalle diocesi lombarde. Nello stesso anno, l'Assemblea federale invitò il Consiglio federale ad appoggiare energicamente il Canton Ticino nelle sue pratiche di separazione diocesana.
Pertanto, due anni dopo, il 22 luglio 1859, il Consiglio federale proclamò l'emancipazione del Canton Ticino da ogni giurisdizione episcopale straniera.
Tale provvedimento, in assenza dell'istituzione di una nuova diocesi ticinese da parte della Santa Sede, si tradusse nell'impossibilità, per il nuovo vescovo Marzorati, di visitare le parrocchie del Canton Ticino, che pure facevano parte della sua diocesi.

## La Seconda Guerra d'Indipendenza e la liberazione di Como
Nel pomeriggio del 27 maggio 1859, nel sobborgo di San Fermo, Garibaldi e i suoi Cacciatori delle Alpi sconfissero le forze austriache al comando del tenente maresciallo Karl von Urban, liberando, alla sera, la città di Como.
Il giorno successivo, però, Garibaldi radunò i suoi uomini e lasciò nuovamente il capoluogo lariano, per inseguire le truppe nemiche, che ripiegavano verso Varese.
In città, tuttavia, si diffuse il grave timore che gli austriaci, approfittando del momento, facessero ritorno in città.
Monsignor Marzorati, dunque, accompagnato da alcuni altri notabili comaschi,  si portò a Camerlata, lungo la ferrovia utilizzata per il trasferimento delle truppe austriache, per interporre i suoi buoni uffici e scongiurare rovinose vendette.
In tale circostanza, fu inviato a Garibaldi, dal regio commissario Emilio Visconti Venosta, il famoso messaggio di richiesta d'aiuto, del quale fu latrice la marchesina Giuseppina Raimondi.

## Genealogia episcopale
La genealogia episcopale è:
- Cardinale Scipione Rebiba
- Cardinale Giulio Antonio Santori
- Cardinale Girolamo Bernerio, O.P.
- Arcivescovo Galeazzo Sanvitale
- Cardinale Ludovico Ludovisi
- Cardinale Luigi Caetani
- Cardinale Ulderico Carpegna
- Cardinale Paluzzo Paluzzi Altieri degli Albertoni
- Papa Benedetto XIII
- Papa Benedetto XIV
- Papa Clemente XIII
- Cardinale Marcantonio Colonna
- Cardinale Giacinto Sigismondo Gerdil, B.
- Cardinale Giulio Maria della Somaglia
- Cardinale Carlo Odescalchi, S.I.
- Cardinale Costantino Patrizi Naro
- Vescovo Giuseppe Marzorati